# Plážový fotbal na Asijských plážových hrách 2014
Turnaj plážového fotbalu na Asijských plážových hrách 2014 byl 4. ročníkem Plážového fotbalu na Asijských plážových hrách, který se konal v Thajsku ve měste Phuket, v období od 15. listopadu do 21. listopadu 2014. Účastnilo se ho 13 týmů, které byly rozděleny do jedné skupiny po čtyřech týmech a do tří po třech týmech. Ze skupiny postoupily do vyřazovací fáze první a druhý celek. Titul získali reprezentanti Íránu, kteří porazili ve finále Japonsko 4:3.

## Stadion
Mistrovství se odehrálo na jednom stadionu v jednom hostitelském městě: Pláž Saphan Hin (Phuket).

## Zápasy

### Skupinová fáze
| Vysvětlivky                                           |
| ----------------------------------------------------- |
| Týmy na prvních dvou místech postupují do čtvrtfinále |
| Vítěz zápasu je tučně zvýrazněn                       |

Čas každého zápasu je uveden v lokálním čase.

#### Skupina A
| Tým     | Z | V | R | P | VG | IG | +/− | B |
| ------- | - | - | - | - | -- | -- | --- | - |
| Thajsko | 3 | 3 | 0 | 0 | 12 | 5  | +7  | 9 |
| Vietnam | 3 | 2 | 0 | 1 | 13 | 8  | +5  | 6 |
| Katar   | 3 | 0 | 1 | 2 | 7  | 11 | −4  | 1 |
| Kuvajt  | 3 | 0 | 0 | 3 | 5  | 13 | −8  | 0 |

| 15. listopadu 2014 11:00                                                |       |                                             |                                              |
| Vietnam                                                                 | 6 : 2 | Kuvajt                                      | Saphan Hin, Phuket rozhodčí: Turki Al-Salehi |
| Trần Vĩnh Phong 8', 28', 35' Bùi Trần Tuấn Anh 9', 34' Mai Bá Cường 18' |       | Mohammad Hussain 13' Abdulrahman Yaqoub 21' | Saphan Hin, Phuket rozhodčí: Turki Al-Salehi |

| 15. listopadu 2014 14:45 |       |                                                                                  |                                                |
| Katar                    | 1 : 5 | Thajsko                                                                          | Saphan Hin, Phuket rozhodčí: Ebrahim Akbarpour |
| Hamad Al-Sharqi 22'      |       | Manus Madtoha 3' Komkrit Nanan 24', 25' Piyapong Songpiew 27' Vitoon Tapinna 29' | Saphan Hin, Phuket rozhodčí: Ebrahim Akbarpour |

| 16. listopadu 2014 12:15                                    |       |                        |                                                |
| Vietnam                                                     | 3 : 1 | Katar                  | Saphan Hin, Phuket rozhodčí: Bakhtiyor Namazov |
| Trần Văn Hòa 5' Trần Vĩnh Phong 32' Phùng Ngọc Vĩnh Quý 36' |       | Abdulla Al-Buainain 6' | Saphan Hin, Phuket rozhodčí: Bakhtiyor Namazov |

| 16. listopadu 2014 14:45      |       |        |                                              |
| Thajsko                       | 2 : 0 | Kuvajt | Saphan Hin, Phuket rozhodčí: Ahmed Al-Salami |
| Komkrit Nanan 24', 33' (pen.) |       |        | Saphan Hin, Phuket rozhodčí: Ahmed Al-Salami |

| 17. listopadu 2014 11:00                                         |               |                                                                            |                                               |
| Kuvajt                                                           | 3 : 5 (prod.) | Katar                                                                      | Saphan Hin, Phuket rozhodčí: Wan Mohd Tarmizi |
| Abdulrahman Yaqoub 10' Mohammad Hajeyah 20' Mohammad Hussain 36' |               | Mohamed Hashim Idrees 3' Hamad Al-Sharqi 18', 35' Jafal Al-Kuwari 38', 39' | Saphan Hin, Phuket rozhodčí: Wan Mohd Tarmizi |

| 17. listopadu 2014 14:45                                            |       |                                                                    |                                                  |
| Thajsko                                                             | 5 : 4 | Vietnam                                                            | Saphan Hin, Phuket rozhodčí: Ramin Haghighizadeh |
| Vitoon Tapinna 2', 25', 29' Watchara Lepaijit 19' Komkrit Nanan 33' |       | Trần Văn Hòa 5' Mai Bá Cường 17' Lê Kim Tuấn 20' Lê Ngọc Phước 30' | Saphan Hin, Phuket rozhodčí: Ramin Haghighizadeh |

#### Skupina B
| Tým   | Z | V | R | P | VG | IG | +/− | B |
| ----- | - | - | - | - | -- | -- | --- | - |
| Omán  | 2 | 1 | 1 | 0 | 11 | 6  | +5  | 4 |
| Írán  | 2 | 1 | 0 | 1 | 10 | 8  | +2  | 3 |
| Sýrie | 2 | 0 | 0 | 2 | 8  | 15 | −7  | 0 |

| 15. listopadu 2014 13:30 |       |                                                                |                                                  |
| Írán | 9 : 3 | Sýrie                                                          | Saphan Hin, Phuket rozhodčí: Ebrahim Al-Mansoori |
| Mohammad Ahmadzadeh 2', 14' Peyman Hosseini 3', 8' Farid Boloukbashi 11' Mohammad Ali Mokhtari 15', 28' Shahriar Mojdeh 35' Amir Hossein Akbari 36' |       | Hassaan Habeib 12' Hussam Kbaili 18' Mohammad Cheikh Ahmad 27' | Saphan Hin, Phuket rozhodčí: Ebrahim Al-Mansoori |

| 16. listopadu 2014 13:30                                                               |       |                                                                                                  |                                                 |
| Omán                                                                                   | 6 : 5 | Sýrie                                                                                            | Saphan Hin, Phuket rozhodčí: Suhaimi Mat Hassan |
| Said Al-Farsi 3' Khalid Al-Araimi 3', 14' Yaqoob Al-Alawi 24' Yahya Al-Araimi 26', 36' |       | Mohammad Adrah 3' Mged Chlhoum 6' Mohammad Cheikh Ahmad 21' Hussam Kbaili 34' Hassaan Habeib 35' | Saphan Hin, Phuket rozhodčí: Suhaimi Mat Hassan |

| 18. listopadu 2014 14:45 |               |                                                                       |                                                  |
| Írán                     | 1 : 5 (prod.) | Omán                                                                  | Saphan Hin, Phuket rozhodčí: Abdulla Qasim Saleh |
| Shahriar Mojdeh 10'      |               | Yahya Al-Araimi 30', 38', 39' Jalal Al-Sinani 37' Yaqoob Al-Alawi 37' | Saphan Hin, Phuket rozhodčí: Abdulla Qasim Saleh |

#### Skupina C
| Tým        | Z | V | R | P | VG | IG | +/− | B |
| ---------- | - | - | - | - | -- | -- | --- | - |
| Čína       | 2 | 1 | 0 | 1 | 9  | 7  | +2  | 3 |
| Uzbekistán | 2 | 1 | 0 | 1 | 6  | 7  | −1  | 3 |
| Bahrajn    | 2 | 0 | 0 | 2 | 8  | 9  | −1  | 0 |

| 15. listopadu 2014 12:15                          |       |                                                |                                                 |
| Čína                                              | 4 : 2 | Uzbekistán                                     | Saphan Hin, Phuket rozhodčí: Abdulaziz Abdullah |
| Cai Weiming 22' Wan Chao 26', 29' Han Xuegeng 35' |       | Jamoliddin Sharipov 13' Feruz Fakhriddinov 19' | Saphan Hin, Phuket rozhodčí: Abdulaziz Abdullah |

| 17. listopadu 2014 13:30                                         |       |                                                                                |                                                 |
| Bahrajn                                                          | 3 : 4 | Uzbekistán                                                                     | Saphan Hin, Phuket rozhodčí: Abdullah Al-Rashdi |
| Jasim Al-Doseri 3' Abdulla Al-Abdulla 22' Ebrahim Al-Mughawi 35' |       | Thani Al-Doseri 25' (vl.) Tokhir Abdurazzakov 31', 33' Jamoliddin Sharipov 36' | Saphan Hin, Phuket rozhodčí: Abdullah Al-Rashdi |

| 18. listopadu 2014 13:30                             |       |                                                                                      |                                                  |
| Čína                                                 | 5 : 5 | Bahrajn                                                                              | Saphan Hin, Phuket rozhodčí: Ebrahim Al-Mansoori |
| Han Xuegeng 6' Wen Tingyuan 7', 9' Liu Yisi 21', 26' |       | Mohamed Ashoor 16' Isa Al-Doseri 20', 33' Jasim Al-Doseri 33' Ebrahim Al-Mughawi 36' | Saphan Hin, Phuket rozhodčí: Ebrahim Al-Mansoori |

|                               |       | Penaltový rozstřel                                  |  |
| Wan Chao Han Xuegeng Liu Yisi | 2 : 3 | Ebrahim Al-Mughawi Mahmood Al-Ghawi Jasim Al-Doseri |  |

#### Skupina D
| Tým                     | Z | V | R | P | VG | IG | +/− | B |
| ----------------------- | - | - | - | - | -- | -- | --- | - |
| Spojené arabské emiráty | 2 | 1 | 1 | 0 | 6  | 2  | +4  | 4 |
| Japonsko                | 2 | 1 | 0 | 1 | 5  | 2  | +3  | 3 |
| Malajsie                | 2 | 0 | 0 | 2 | 4  | 11 | −7  | 0 |

| 16. listopadu 2014 11:00                                                         |       |                                            |                                              |
| Japonsko                                                                         | 5 : 2 | Malajsie                                   | Saphan Hin, Phuket rozhodčí: Suwat Wongsuwan |
| Hirofumi Oda 5' Takuya Akaguma 20', 26' Ozu Moreira 31' Takasuke Goto 34' (pen.) |       | Riduwan Mohd Nor 4' Fakhrullah Mohamad 13' | Saphan Hin, Phuket rozhodčí: Suwat Wongsuwan |

| 17. listopadu 2014 12:15                                                                          |       |                                                    |                                                |
| Spojené arabské emiráty                                                                           | 6 : 2 | Malajsie                                           | Saphan Hin, Phuket rozhodčí: Hassan Abed Rabbo |
| Hasan Al-Hammadi 1' Ahmed Beshir Salem 3', 32' (pen.) Ali Hassan Karim 10', 11' Adel Ranjabar 22' |       | Khairul Azizi Norwawi 13' Zaharim Yusof 14' (pen.) | Saphan Hin, Phuket rozhodčí: Hassan Abed Rabbo |

| 18. listopadu 2014 12:15 |       |                         |                                         |
| Japonsko                 | 0 : 0 | Spojené arabské emiráty | Saphan Hin, Phuket rozhodčí: Liang Shao |
|                          |       |                         | Saphan Hin, Phuket rozhodčí: Liang Shao |

|                            |       | Penaltový rozstřel             |  |
| Ozu Moreira Takuya Akaguma | 0 : 2 | Hasan Al-Hammadi Abbas Daryaei |  |

## Vyřazovací fáze
|  | Čtvrtfinále                 | Čtvrtfinále                 |                             |                         | Semifinále  | Semifinále  |  |  | Finále                      | Finále |
|  |                             |                             |                             |                         |             |             |  |  |                             |        |
|  | 19. listopadu 2014 - Phuket |                             |                             |                         |             |             |  |  |                             |        |
|  |                             |                             |                             |                         |             |             |  |  |                             |        |
|  | Omán                        | 3 (3)                       |                             |                         |             |             |  |  |                             |        |
|  | Omán                        | 3 (3)                       | 20. listopadu 2014 - Phuket |                         |             |             |  |  |                             |        |
|  | Vietnam (pen.)              | 3 (4)                       |                             |                         |             |             |  |  |                             |        |
|  | Vietnam (pen.)              | 3 (4)                       | Vietnam                     | 2                       |             |             |  |  |                             |        |
|  | 19. listopadu 2014 - Phuket |                             | Vietnam                     | 2                       |             |             |  |  |                             |        |
|  |                             | Japonsko                    | 7                           |                         |             |             |  |  |                             |        |
|  | Čína                        | Japonsko                    | 7                           | 3                       |             |             |  |  |                             |        |
|  | Čína                        |                             | 21. listopadu 2014 - Phuket | 3                       |             |             |  |  |                             |        |
|  | Japonsko                    | 7                           |                             |                         |             |             |  |  |                             |        |
|  | Japonsko                    | 7                           | Japonsko                    | 3                       |             |             |  |  |                             |        |
|  | 19. listopadu 2014 - Phuket |                             | Japonsko                    | 3                       |             |             |  |  |                             |        |
|  |                             | Írán                        | 4                           |                         |             |             |  |  |                             |        |
|  | Thajsko                     | Írán                        | 4                           | 1                       |             |             |  |  |                             |        |
|  | Thajsko                     | 20. listopadu 2014 - Phuket |                             | 1                       |             |             |  |  |                             |        |
|  | Írán                        | 3                           |                             |                         |             |             |  |  |                             |        |
|  | Írán                        | 3                           | Írán (pen.)                 | 4 (3)                   | Třetí místo | Třetí místo |  |  |                             |        |
|  | 19. listopadu 2014 - Phuket |                             | Írán (pen.)                 | 4 (3)                   | Třetí místo | Třetí místo |  |  |                             |        |
|  |                             | Spojené arabské emiráty     | 4 (1)                       |                         |             |             |  |  |                             |        |
|  | Spojené arabské emiráty     | Spojené arabské emiráty     | 4 (1)                       | 6                       | Vietnam     | 2           |  |  |                             |        |
|  | Spojené arabské emiráty     |                             |                             | 6                       | Vietnam     | 2           |  |  |                             |        |
|  | Uzbekistán                  | 4                           |                             | Spojené arabské emiráty | 8           |             |  |  |                             |        |
|  | Uzbekistán                  | 4                           |                             |                         | 8           |             |  |  |                             |        |
|  |                             |                             |                             |                         |             |             |  |  | 21. listopadu 2014 - Phuket |        |
|  |                             |                             |                             |                         |             |             |  |  |                             |        |

#### Čtvrtfinále
| 19. listopadu 2014 11:00                                                                                  |       |                                                                 |                                                 |
| Spojené arabské emiráty                                                                                   | 6 : 4 | Uzbekistán                                                      | Saphan Hin, Phuket rozhodčí: Abdulaziz Abdullah |
| Ahmed Beshir Salem 1', 11' Hasan Al-Hammadi 4' Ali Hassan Karim 6' Mohamed Al-Jasmi 12' Adel Ranjabar 13' |       | Jamoliddin Sharipov 3', 31', 33' (pen.) Tokhir Abdurazzakov 19' | Saphan Hin, Phuket rozhodčí: Abdulaziz Abdullah |

| 19. listopadu 2014 12:15                         |       | |                                                |
| Čína                                             | 3 : 7 | Japonsko                                                                                                   | Saphan Hin, Phuket rozhodčí: Bakhtiyor Namazov |
| Wen Tingyuan 2' Chen Xiaowei 20' Cai Weiming 25' |       | Takuya Akaguma 5', 32' Takaaki Oba 16' Takasuke Goto 19' Ozu Moreira 30' Hirofumi Oda 35' Naoya Matsuo 36' | Saphan Hin, Phuket rozhodčí: Bakhtiyor Namazov |

| 19. listopadu 2014 13:30                                    |       |                                            |                                                  |
| Omán                                                        | 3 : 3 | Vietnam                                    | Saphan Hin, Phuket rozhodčí: Abdulla Qasim Saleh |
| Yaqoob Al-Alawi 8' Ghaith Al-Alawi 23' Khalid Al-Araimi 26' |       | Trần Văn Hòa 2' Bùi Trần Tuấn Anh 24', 28' | Saphan Hin, Phuket rozhodčí: Abdulla Qasim Saleh |

|                                                                                                   |       | Penaltový rozstřel                                                                              |  |
| Mundhar Al-Araimi Abdullah Al-Sauti Yaqoob Al-Alawi Said Al-Farsi Yahya Al-Araimi Ghaith Al-Alawi | 3 : 4 | Lê Kim Tuấn Bùi Trần Tuấn Anh Trần Văn Hòa Huỳnh Ngọc Cường Phùng Ngọc Vĩnh Quý Trần Vĩnh Phong |  |

| 19. listopadu 2014 14:45 |       |                                                 |                                         |
| Thajsko                  | 1 : 3 | Írán                                            | Saphan Hin, Phuket rozhodčí: Liang Shao |
| Piyapong Songpiew 22'    |       | Amir Hossein Akbari 4', 34' Hassan Abdollahi 7' | Saphan Hin, Phuket rozhodčí: Liang Shao |

#### O 5. - 8. místo
| 20. listopadu 2014 11:00                            |       |                                                                |                                               |
| Omán                                                | 4 : 4 | Čína                                                           | Saphan Hin, Phuket rozhodčí: Wan Mohd Tarmizi |
| Jalal Al-Sinani 20', 21', 23' Abdullah Al-Sauti 28' |       | Mundhar Al-Araimi 25' (vl.) Chen Xiaowei 34' Liu Yisi 35', 36' | Saphan Hin, Phuket rozhodčí: Wan Mohd Tarmizi |

|                                                   |       | Penaltový rozstřel           |  |
| Mundhar Al-Araimi Yaqoob Al-Alawi Yahya Al-Araimi | 3 : 2 | Han Xuegeng Liu Yisi Qiu Hao |  |

| 20. listopadu 2014 12:15                 |       |                                                                                                |                                                 |
| Thajsko                                  | 3 : 5 | Uzbekistán                                                                                     | Saphan Hin, Phuket rozhodčí: Abdullah Al-Rashdi |
| Komkrit Nanan 6' Vitoon Tapinna 11', 17' |       | Tokhir Abdurazzakov 8' Feruz Fakhriddinov 10' Jamoliddin Sharipov 20', 24' Arslon Sharapov 33' | Saphan Hin, Phuket rozhodčí: Abdullah Al-Rashdi |

#### Semifinále
| 20. listopadu 2014 13:30                  |       |                                                                                                 |                                                 |
| Vietnam                                   | 2 : 7 | Japonsko                                                                                        | Saphan Hin, Phuket rozhodčí: Suhaimi Mat Hassan |
| Trần Vĩnh Phong 12' Bùi Trần Tuấn Anh 24' |       | Ozu Moreira 7', 27' Takuya Akaguma 21' Masahito Toma 24' Takaaki Oba 26' Takasuke Goto 31', 34' | Saphan Hin, Phuket rozhodčí: Suhaimi Mat Hassan |

| 20. listopadu 2014 14:45                                         |       |                                                                      |                                                |
| Írán                                                             | 4 : 4 | Spojené arabské emiráty                                              | Saphan Hin, Phuket rozhodčí: Bakhtiyor Namazov |
| Mohammad Ahmadzadeh 2' Ali Naderi 10', 22' Farid Boloukbashi 24' |       | Walid Mohammadi 13', 28' Humaid Al-Balooshi 24' Ali Hassan Karim 32' | Saphan Hin, Phuket rozhodčí: Bakhtiyor Namazov |

|                                                  |       | Penaltový rozstřel             |  |
| Ali Naderi Mohammad Ahmadzadeh Farid Boloukbashi | 3 : 1 | Abbas Daryaei Hasan Al-Hammadi |  |

#### O 7. místo
| 21. listopadu 2014 11:00     |       |                                            |                                              |
| Čína                         | 2 : 3 | Thajsko                                    | Saphan Hin, Phuket rozhodčí: Turki Al-Salehi |
| Chen Xiaowei 30' Qiu Hao 35' |       | Vitoon Tapinna 3', 8' Pongsak Khongkaew 7' | Saphan Hin, Phuket rozhodčí: Turki Al-Salehi |

#### O 5. místo
| 21. listopadu 2014 12:15                                                                                                 |       |                             |                                                |
| Omán | 8 : 2 | Uzbekistán                  | Saphan Hin, Phuket rozhodčí: Ebrahim Akbarpour |
| Abdullah Al-Balushi 7', 23', 31' Yahya Al-Araimi 11' Khalid Al-Araimi 18', 36' Abdullah Al-Sauti 34' Yaqoob Al-Alawi 36' |       | Farkhod Mirakhmedov 3', 10' | Saphan Hin, Phuket rozhodčí: Ebrahim Akbarpour |

#### O 3. místo
| 21. listopadu 2014 13:30   |       | |                                                |
| Vietnam                    | 2 : 8 | Spojené arabské emiráty                                                                                                  | Saphan Hin, Phuket rozhodčí: Hassan Abed Rabbo |
| Bùi Trần Tuấn Anh 19', 27' |       | Ahmed Beshir Salem 2', 13', 32' Waleed Beshir Salem 4', 34' Hasan Al-Hammadi 9' Humaid Al-Balooshi 25' Ali Mohammadi 28' | Saphan Hin, Phuket rozhodčí: Hassan Abed Rabbo |

#### Finále
| 21. listopadu 2014 14:45               |       |                                                                               |                                                 |
| Japonsko                               | 3 : 4 | Írán                                                                          | Saphan Hin, Phuket rozhodčí: Suhaimi Mat Hassan |
| Ozu Moreira 10', 25' Takasuke Goto 17' |       | Shahriar Mojdeh 6' Ali Naderi 8' Amir Hossein Akbari 28' Hassan Abdollahi 33' | Saphan Hin, Phuket rozhodčí: Suhaimi Mat Hassan |